# Jerónimo Román de la Higuera
Jerónimo Román de la Higuera, S.I. (Toledo, 28 agosto 1538 – Toledo, 13 settembre 1611), è stato un gesuita e storico spagnolo.

## Biografia
Higuera conseguì il titolo di Magister artium et theologiae presso l'Università di Santa Catalina a Toledo. Grazie alla sua formazione, fu introdotto nel circolo degli studiosi che gravitavano intorno all'università, alla cattedrale e al palazzo arcivescovile di Toledo, come Antonio de Covarrubias. Dopo essere stato ordinato sacerdote, entrò a far parte della Compagnia di Gesù nel 1563. Nel 1584 divenne professore di latino presso il collegio gesuita di San Eugenio a Toledo. Rinomato latinista, ebbe tra i suoi discepoli il letterato Francisco de Quevedo. Higuera è stato autore di numerosi scritti a contenuto storico, per lo più inediti, dedicati alla storia della Chiesa spagnola e in particolare a Toledo (Historia eclesiastica de Toledo, 1596; Geografía general de España, 1589) che gli procurarono la fama di erudito. Curò inoltre edizioni commentate di varie opere classiche a contenuto storico e geografico, tra le quali un'edizione dell'Itinerario antonino

## La Cronaca di Destro
Higuera è noto soprattutto per avere composto, nel 1594, una Cronaca apocrifa da lui falsamente attribuita al senatore romano del IV secolo Flavio Lucio Destro. Higuera prese ispirazione da un passo del De viris illustribus di San Girolamo in cui si fa riferimento ad una Storia universale composta da Destro che tuttavia risultava perduta. Higuera sosteneva di avere copiato la Cronaca da un originale manoscritto conservato nella biblioteca del Monastero benedettino di Fulda.
Nelle discussioni che subito si aprirono sull'autenticità dell'opera, egli stesso intervenne contestandone l'autenticità. La Cronaca fu considerata falsa dal vescovo di Segorbe, Juan Bautista Pérez Rubert, e da Nicolás Antonio, mentre Gregorio de Argáiz e, con molti dubbi, Juan de Mariana ne difesero l'autenticità.
L'opera, rimasta manoscritta per diversi anni, fu pubblicata per la prima volta a Saragozza nel 1619 dal francescano Juan Calderón, otto anni dopo la morte di Higuera. Nel 1624, Tomás Tamayo de Vargas, Cronista reale di Spagna, pubblicò un libro intitolato Flavio Lucio Dextro, Caballero Espannol de Barcelona, prefecto pretorio de Oriente, governador de Toledo por los annos del Sennor de CCCC, defendido por don Thomas Tamajo de Vargas (Madrid, 1624) in cui difendeva l'autenticità della Cronaca dalle prime critiche emerse subito dopo la pubblicazione. Nel 1627 fu pubblicata a Lione, per i tipi di Claude Landry, un'edizione di "Flavio Lucio Destro" e del suo "continuatore" Massimo di Saragozza (anch'essa un falso di Higuera) ampiamente commentata dal monaco cistercense spagnolo Francisco Bivar. Il ricchissimo commentario è stato definito "un monumento di erudizione mal impiegata". Lo stesso Bivar fu autore di una Chronici Dextri Apologia, pubblicata nel 1630, in cui difendeva la Cronaca di Destro dalle accuse di falso avanzate dal filologo gesuita Matthäus Rader, che aveva accostato la Cronaca al noto falso di Annio da Viterbo Antiquitatum variarum volumina XVII. Anche l'erudito umanista Rodrigo Caro ritenne la Cronaca autentica e ne curò un'edizione critica pubblicata nel 1627. Una terza edizione del testo fu pubblicata a Madrid nel 1640.
Già nel corso del XVII secolo, tuttavia, i dubbi sull'autenticità della cronaca divennero frequenti. Lo studioso olandese Cornelio a Lapide, svolse un’accurata ricerca tra i manoscritti conservati a Fulda per trovare la copia originale della Cronaca senza riuscire a rinvenirla. In Francia l'erudito benedettino Rémy Ceillier scrisse nella sua Histoire générale des auteurs sacrés et ecclésiastiques che questa Cronaca "è generalmente disprezzata e considerata un'opera dubbia" e che sarebbe stato "inutile e noioso" preoccuparsi di dimostrarlo.
Fu il filologo illuminista Gregorio Mayans a dimostrarne definitivamente la pseudoepigrafia, pubblicando nel 1742 la Censura de historias fabulosas, lo scritto che l'Antonio non poté pubblicare in vita, e che dimostrava come l'autore del falso fosse stato l'Higuera.

## Gli altri falsi di de la Higuera
Oltre alla Cronaca di Destro, Higuera redasse vari altri falsi, presentati come opere paleocristiane e medievali, attribuiti a Liutprando di Cremona, Massimo di Saragozza, Heleca, Julián Pérez e Aulo Halo. Come la Cronaca di Destro, anche queste opere furono considerate autentiche fino al XVIII secolo è furono più volte ristampate.
Nel 1628 l'umanista Lorenzo Ramírez de Prado, allora ambasciatore spagnolo in Francia, pubblicò a Parigi la Cronaca di Julián Pérez, e fu talmente tanto convinto dell'autenticità degli scritti del gesuita da acquistare tutti i suoi manoscritti. De Prado curò inoltre ad Anversa una splendida edizione, con un frontespizio disegnato da Rubens e realizzato da Erasmus Quellinus, del Chronicon di Liutprando annotato da Higuera e da lui stesso pubblicata per i tipi dell'Officina Plantiniana.

## Opere
- (LA) Jerónimo Román de la Higuera, Fl. Lvcii Dextri Barcinonensis, Viri Clarissimi, Orientalis Imperij Præfecti Prætorio, & D. Hieronymo amicissimi, Chronicon Omnimodæ Historiæ: Primum quidem eidem Hieronymo dicatum, sed eo ad Superos translato, multis locis locupletatum, Paulo Orosio Tarraconensi nuncupatum, a cura di Francisco Bivar, Lugd., sumptibus Claudii Landry, 1627. URL consultato il 27 maggio 2019.
- (LA) Liutprando di Cremona e Jerónimo Román de la Higuera, Luitprandi subdiaconi Toletani Ticinensis diaconi tandem Cremonensis episcopi Opera quae extant. Chronicon et adversaria nunc primum in lucem exeunt; P. Hieronymi de la Higuera Societ. lesu Presbyteri D. Laurenti Ramirez de Prado Consiliarii Regii notis illustrata, a cura di Jerónimo Román de la Higuera e Lorenzo Ramírez de Prado, Antuerpiae, Ex Officina Plantiniana Balthasaris Moreti, 1640. URL consultato il 27 maggio 2019.